# Лиудолф (Швабия)
Лиудолф (на немски: Liudolf; * 930 или 931; † 6 септември † 957, Помбия, Лаго Маджоре) от род Лиудолфинги, e херцог на Швабия от февруари 950 до 954 г. и крал на Италия през 956 – 957 г. На него нареченото „Лиудолфско въстание“ между март/април 953 и 954 г. довежда до криза на Източнофранкското кралство.

## Живот
Лиудолф е най-големият син на император Ото I Велики и Едит Английска († 946), дъщеря на краля на Уесекс Едуард Старши и Елфлида. Внук по бащина линия е на Хайнрих I Птицелов и Матилда Вестфалска. Лиудолф е роден брат на Лиутгарда (931 – 953), омъжена от 947 г. за Конрад Червения (* ок. 922; † 10 август 955, херцог на Лотарингия) и полубрат на император Ото II.
През 939 г. баща му го сгодява с Ида (Ита) († 17 май 986), единственото дете на швабския херцог Херман I и неговата съпруга Регелинда. През 947/948 г. той се жени. След смъртта на Херман на 10 декември 949 г. Ото дава херцогството на Лиудолф на събранието във Вормс през 950 г.
През лятото на 951 г. Лиудолф предприема поход с швабска войска в Горна Италия, без знанието на баща му. Баща му се жени за Аделхайд Бургундска, която през 952/953 г. ражда син, конкурент в престолонаследството.
През 953 г. Лиудолф въстава със зет си Конрад Червения за свалянето на чичо му, мразения херцог Хайнрих I от Бавария. Въстанието е потушено и на едно събрание в райхстага във Фритцлар през май 953 г. вземат херцогствата на Конрад и Лиудолф. На 17 декември 954 г. въстанието е истински потушено на райхстага в Арнстадт.
През 956 г. Ото Велики дава на Лиудолф управлението на Италия. След една година той се разболява и умира в Италия. Той е пренесен в немската част на царството и е погребан в манастир в Майнц или Ашафенбург. Ида живее още 30 години след него и умира на 17 май 986.

## Деца
Лиудолф и Ида имат децата:
- Ото I от Швабия и Бавария (* 954; † 31 октомври 982), 973 херцог на Швабия, 980 херцог на Бавария
- Матилда (* 949; † 5 ноември 1011), от 971 игуменка на манастира Есен

Вероятно има още една дъщеря Рихлинд, която е омъжена за Куно фон Онинген (който през 982 г. като Конрад I става наследник на Ото I в Швабия)